# Zile
Zile, o anche Zela, è una città della Turchia facente parte della provincia di Tokat, nella regione del Mar Nero. La città si trova lungo il corso del fiume Cekerek.

## Storia
In questa località furono combattute almeno due importanti battaglie: la prima fu combattuta nel 67 a.C. durante la terza guerra mitridatica, tra un legatus di Lucio Licinio Lucullo e l'esercito di Mitridate VI del Ponto; la seconda e più famosa fu quella che vide Gaio Giulio Cesare sconfiggere Farnace II del Ponto nel 47 a.C., e pronunciare la famosa frase Veni, vidi, vici, per la rapidità con cui ottenne la vittoria.